# Terremoto de Fukushima de 2022
El miércoles 16 de marzo de 2022, a las 23:36 hora local, un fuerte terremoto sacudió la costa de Fukushima, Japón. Según la Agencia Meteorológica de Japón (AMJ), el terremoto tuvo una magnitud de 7,4 y ocurrió a una profundidad de 57.0 km. El Servicio Geológico de Estados Unidos indicó que el sismo tuvo una magnitud de 7,3 y una profundidad de 63,1 km. El terremoto fue precedido dos minutos antes por un sismo premonitor de magnitud 6,4 a 56,3 km de profundidad.

## Entorno tectónico

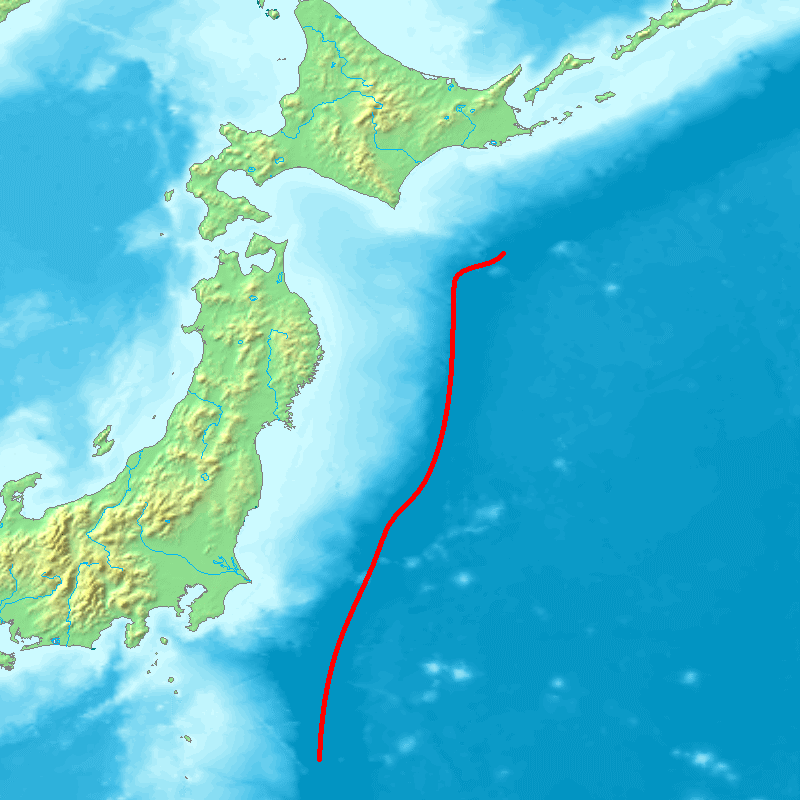
La fosa de Japón (en rojo) es la expresión del fondo marino de la zona de subducción del este de Japón.

La placa del Pacífico, hecha de litosfera oceánica, se subduce debajo de la placa del Mar de Ojotsk a lo largo de un límite convergente ubicado frente a la costa este de la mitad norte de Japón. Se extiende desde la Triple Unión de Boso y termina cerca de Hokkaidō, donde se une a la fosa de Kuril-Kamchatka. En este lugar, la placa del Pacífico se mueve aproximadamente hacia el oeste en relación con la placa de América del Norte a una velocidad de 70 milímetros por año, subduciéndose debajo de Japón en la fosa de ese país. Esta zona de subducción es capaz de producir megaterremotos con magnitudes superiores a 8,5, evidentes en los registros históricos. Fue en la interfaz de subducción donde ocurrieron el terremoto y el tsunami de Tōhoku de 2011. Ese evento involucró una ruptura de 220 × 400 km en la zona de subducción.

## Terremoto

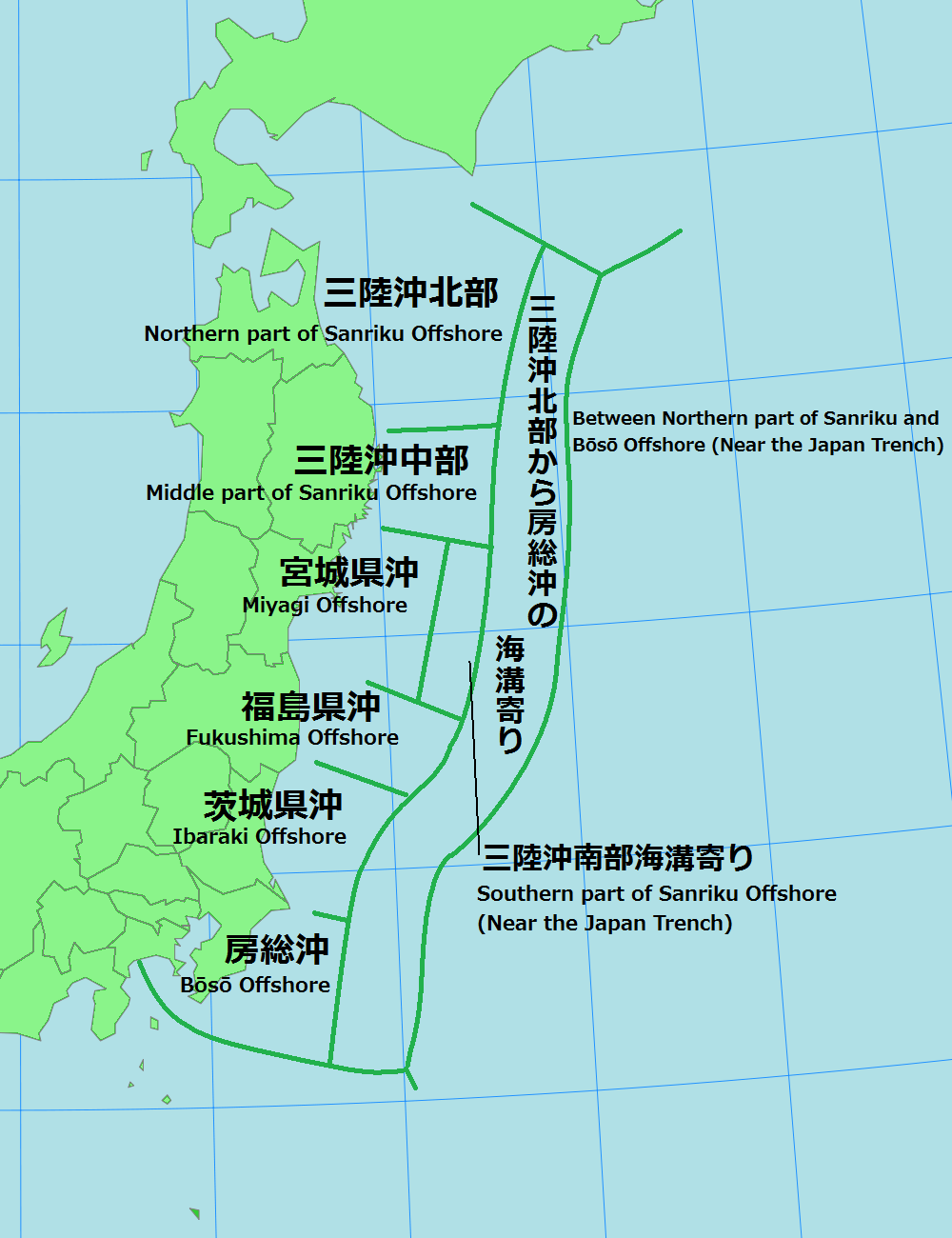
Regiones sísmicas designadas alrededor del Este de Japón.

Según la AMJ, el sismo tuvo una magnitud de MJMA  7,3 y se produjo a una profundidad de 60 km. El USGS declaró que el sismo tuvo una magnitud de Mw 7,3 a una profundidad de 63,1 km. Fue precedido por un sismo preliminar de Mw 6,4 a 56,3 km de profundidad.
El terremoto, de foco superficial, ocurrió como resultado de fallas inversas a una profundidad de 60 o 63,1 km. El mecanismo focal del USGS sugiere que ocurrió en un plano de falla que golpeó del norte-noreste al sur-suroeste.
La AMJ registró una intensidad máxima de Shindo 6+ en las prefecturas de Miyagi y Fukushima. En Tokio se reportó una intensidad de Shindo 4.
Un hombre de unos 60 años murió después de saltar por una ventana para escapar. Otras 69 personas resultaron heridas, incluida una que, según los informes, se cayó mientras intentaba evacuar.

### Tsunami
| Locación                    | Hora de llegada (local) | Altura registrada (m) |
| --------------------------- | ----------------------- | --------------------- |
| Iwaki (Fukushima)           | 17 de marzo 00:36       | 0,1                   |
| Ayukawa, Ishinomaki, Miyagi | 17 de marzo 01:41       | 0,1                   |
| Puerto de Sendai, Miyagi    | 17 de marzo 01:46       | 0,2                   |
| Ishinomaki, Miyagi          | 17 de marzo 02:14       | 0,3                   |
| Sōma (Fukushima)            | 17 de marzo 03:15       | 0,2                   |

La Agencia Meteorológica de Japón registró un tsunami de 20 centímetros en el puerto de Ishinomaki, Miyagi, a las 00:29 hora local.

## Respuestas

### Fukushima
Los trabajadores de la Tokyo Electric Power Company (TEPCO) buscaron daños en la planta de energía nuclear Fukushima Daiichi, paralizada por el desastre de 2011. Posteriormente, los funcionarios no informaron de nuevas anomalías en la central eléctrica.

### Miyagi
Se emitió una orden de evacuación a 1961 hogares ubicados a lo largo de la costa en Watari, afectando al menos a 6820 residentes. La ciudad de Ishinomaki abrió siete refugios de evacuación para que los residentes afectados buscaran refugio.

### En otros lugares
El Ministerio de Tierra, Infraestructura, Transporte y Turismo informó que hubo 17 casos de personas atrapadas en ascensores en el Área Metropolitana de Tokio. Se informaron otros ocho casos de personas atrapadas en ascensores en las prefecturas de Chiba, Kanagawa, Ibaraki y Saitama.

### Servicios eléctricos y móviles
Se produjeron importantes cortes de energía en las regiones de Tōhoku y Kantō. Se estima que 2,2 millones de hogares de 13 prefecturas y un área metropolitana quedaron sin electricidad. Como resultado, TEPCO informó de 300 000 cortes de energía. Se estima que se produjeron 120 000 casos de cortes de energía en Tokio, 60 000 en Kanagawa y 50 000 en las prefecturas de Chiba. Mientras tanto, Tohoku Electric Power Co., Inc. (TEP) declaró que se produjeron aproximadamente 153 200 cortes de energía, 90 000 en Fukushima y 50 000 en las prefecturas de Miyagi.